# Mimnermo
Mimnermo (em grego, Μίμνερμος - Mímnermos, na transliteração) viveu em Colofão ou Esmirna (630 - 600 a.C.), foi um flautista e poeta grego, considerado o criador da elegia amorosa e hedonista. Compôs um poema mitológico-histórico sobre a fundação de Esmirna, do qual restam poucos fragmentos, e elegias amorosas, compiladas no livro Nannó. Foi muito apreciado no período helenístico e em Roma. Sua poesia, além de tematizar o desfrute do prazer amoroso, também reflete sobre a efemeridade da condição humana.
Plutarco registra uma resposta que Sólon (638 a.C. – 558 a.C. [carece de fontes?]) deu a Mimnermo.
Pausânias cita este poeta como o autor de uma elegia sobre a batalha de Esmirna contra Giges da Lídia, e sua opinião de que havia dois grupos de nove musas, um, mais velho, de filhas de Urano e outro, mais novo, de filhas de Zeus

## Obras relacionadas
Fragmentos de Mimnermo foram traduzidos do grego para o português por Vittorio de Falco e Aluizio Coimbra, por Daisi Malhadas e Maria Helena de Moura Neves, e, mais recentemente, por Frederico Lourenço.
- FALCO, Vittorio de; COIMBRA, Aluizio F. Os elegíacos gregos de Calino a Crates. São Paulo, 1941
- MALHADAS, Daisi; MOURA NEVES, Maria H. De. Antologia de poetas gregos de Homero a Píndaro. Araraquara: FFCLAr-UNESP, 1976
- LOURENÇO, Frederico; vários. Poesia grega. Lisboa: Cotovia, 2006